# Memoirs of an Imperfect Angel
Memoirs of an Imperfect Angel là album phòng thu thứ 12 của ca sĩ người Mỹ Mariah Carey, phát hành ngày 29 tháng 9 năm 2009 bởi Island Records, Def Jam Recordings và The Island Def Jam Music Group. Sau khi kết thúc chiến dịch quảng bá cho album phòng thu trước E=MC² (2008), Carey bắt đầu thu âm album vào đầu năm 2009. Nữ ca sĩ hợp tác chủ yếu với Terius "The-Dream" Nash và Christopher "Tricky" Stewart để sáng tác và sản xuất toàn bộ đĩa nhạc, bên cạnh sự tham gia cộng tác từ James "Big Jim" Wright, Heatmyzer và Los Da Mystro. Memoirs of an Imperfect Angel là một bản thu âm R&B và hip hop với sự kết hợp giữa những bản ballad quen thuộc của Carey và thánh ca chia tay đầy táo bạo, trong đó nội dung ca từ đề cập đến sự phản bội và đau khổ trong tình yêu. Ngoài ra, cô cũng hát lại bản nhạc năm 1984 "I Want to Know What Love Is" của Foreigner.
Sau khi phát hành, Memoirs of an Imperfect Angel nhận được những phản ứng tích cực từ các nhà phê bình âm nhạc, trong đó họ gọi đây là một trong những đĩa nhạc nhất quán và thú vị nhất của Carey. Album cũng tiếp nhận những thành công tương đối về mặt thương mại, lọt vào top 10 trên các bảng xếp hạng tại Úc, Canada, Đan Mạch, Pháp và Nhật Bản, đồng thời lọt vào top 40 ở hầu hết những thị trường khác. Tại Hoa Kỳ, đĩa nhạc ra mắt ở vị trí thứ ba trên bảng xếp hạng Billboard 200 với 168,000 đơn vị, trở thành album thứ 15 trong sự nghiệp của Carey vươn đến top 10 tại đây. Memoirs of an Imperfect Angel sau đó được chứng nhận đĩa Bạch kim từ Hiệp hội Công nghiệp Ghi âm Hoa Kỳ (RIAA), công nhận lượng đĩa xuất xưởng đạt một triệu bản. Tính đến nay, album đã bán được hơn hai triệu bản trên toàn cầu. 
Năm đĩa đơn đã được phát hành từ Memoirs of an Imperfect Angel. Đĩa đơn mở đường "Obsessed" trở thành đĩa đơn thứ 27 của Carey lọt vào top 10 trên bảng xếp hạng Billboard Hot 100, đồng thời lọt vào top 20 ở một số quốc gia khác. Đĩa đơn thứ hai "I Want to Know What Love Is" đạt vị trí thứ 60 tại Hoa Kỳ và đứng đầu bảng xếp hạng Brasil Hot 100 Airplay trong 27 tuần không liên tiếp. Những đĩa đơn còn lại như "H.A.T.E.U.", "Up Out My Face", và "Angels Cry" chỉ gặt hái những thành công ít ỏi, trong đó hai bản nhạc sau được phát hành cho album phối lại nhưng đã bị hủy của Carey, Angels Advocate. "It's a Wrap" được chọn làm đĩa đơn thứ sáu cho album vào năm 2023, sau khi bài hát được lan truyền trên nền tảng chia sẻ video TikTok. Để quảng bá cho Memoirs of an Imperfect Angel, Carey thực hiện chuyến lưu diễn Angels Advocate Tour (2010) và trình diễn trên một số chương trình truyền hình.

## Danh sách bài hát
| Memoirs of an Imperfect Angel – Phiên bản tiêu chuẩn | Memoirs of an Imperfect Angel – Phiên bản tiêu chuẩn | Memoirs of an Imperfect Angel – Phiên bản tiêu chuẩn                                   | Memoirs of an Imperfect Angel – Phiên bản tiêu chuẩn | Memoirs of an Imperfect Angel – Phiên bản tiêu chuẩn |
| STT                                                  | Nhan đề                                              | Sáng tác                                                                               | Sản xuất                                             | Thời lượng                                           |
| ---------------------------------------------------- | ---------------------------------------------------- | -------------------------------------------------------------------------------------- | ---------------------------------------------------- | ---------------------------------------------------- |
| 1.                                                   | "Betcha Gon' Know (The Prologue)"                    | Mariah Carey Terius "The-Dream" Nash C. "Tricky" Stewart James "Big Jim" Wright        | Carey Stewart Nash Wright                            | 4:00                                                 |
| 2.                                                   | "Obsessed"                                           | Carey Stewart Nash                                                                     | Carey Stewart Nash                                   | 4:02                                                 |
| 3.                                                   | "H.A.T.E.U."                                         | Carey Stewart Nash                                                                     | Carey Stewart Nash                                   | 4:28                                                 |
| 4.                                                   | "Candy Bling"                                        | Carey Nash Carlos McKinney Ahmad Lewis Stefan Gordy John Klemmer                       | Carey Nash Los da Mystro                             | 4:03                                                 |
| 5.                                                   | "Ribbon"                                             | Carey Stewart Nash                                                                     | Carey Stewart Nash                                   | 4:21                                                 |
| 6.                                                   | "Inseparable"                                        | Carey Stewart Nash Robert Hyman Cyndi Lauper                                           | Carey Stewart Nash                                   | 3:34                                                 |
| 7.                                                   | "Standing O"                                         | Carey Stewart Nash                                                                     | Carey Stewart Nash                                   | 4:00                                                 |
| 8.                                                   | "It's a Wrap"                                        | Carey Barry White                                                                      | Carey Heatmyzer Stewart Wright                       | 3:59                                                 |
| 9.                                                   | "Up Out My Face"                                     | Carey Stewart Nash                                                                     | Carey Stewart Nash                                   | 3:41                                                 |
| 10.                                                  | "Up Out My Face (The Reprise)"                       | Carey Stewart Nash                                                                     | Carey Stewart Nash                                   | 0:51                                                 |
| 11.                                                  | "More than Just Friends"                             | Carey Stewart Nash Sean Combs Chris Wallace Rashad Smith Mark DeBarge Etterlene Jordan | Carey Stewart Nash                                   | 3:37                                                 |
| 12.                                                  | "The Impossible"                                     | Carey Stewart Nash Albert Brown Donald DeGrate                                         | Carey Stewart Nash                                   | 4:00                                                 |
| 13.                                                  | "The Impossible (The Reprise)"                       | Carey Stewart Nash Brown DeGrate                                                       | Carey Stewart Nash                                   | 2:26                                                 |
| 14.                                                  | "Angel (The Prelude)"                                | Carey Stewart Wright                                                                   | Carey Stewart Wright                                 | 1:04                                                 |
| 15.                                                  | "Angels Cry"                                         | Carey Stewart Crystal Johnson Wright                                                   | Carey Stewart Wright                                 | 4:02                                                 |
| 16.                                                  | "Languishing (The Interlude)"                        | Carey Wright                                                                           | Carey Wright                                         | 2:34                                                 |
| 17.                                                  | "I Want to Know What Love Is"                        | Mick Jones                                                                             | Carey Stewart Wright Randy Jackson (bổ sung)         | 3:27                                                 |

| Memoirs of an Imperfect Angel – Phiên bản CD và nhạc số (đĩa kèm theo) | Memoirs of an Imperfect Angel – Phiên bản CD và nhạc số (đĩa kèm theo) | Memoirs of an Imperfect Angel – Phiên bản CD và nhạc số (đĩa kèm theo) |
| STT                                                                    | Nhan đề                                                                | Thời lượng                                                             |
| ---------------------------------------------------------------------- | ---------------------------------------------------------------------- | ---------------------------------------------------------------------- |
| 1.                                                                     | "Obsessed" (Cahill Radio Mix)                                          | 3:21                                                                   |
| 2.                                                                     | "Obsessed" (Seamus Haji & Paul Emanuel Radio Edit)                     | 3:12                                                                   |
| 3.                                                                     | "Obsessed" (Jump Smokers Radio Edit)                                   | 3:20                                                                   |
| 4.                                                                     | "Obsessed" (Friscia and Lamboy Radio Mix)                              | 4:11                                                                   |

| Memoirs of an Imperfect Angel – Phiên bản Enhanced CD và nhạc số (video kèm theo) | Memoirs of an Imperfect Angel – Phiên bản Enhanced CD và nhạc số (video kèm theo) | Memoirs of an Imperfect Angel – Phiên bản Enhanced CD và nhạc số (video kèm theo) |
| STT                                                                               | Nhan đề                                                                           | Thời lượng                                                                        |
| --------------------------------------------------------------------------------- | --------------------------------------------------------------------------------- | --------------------------------------------------------------------------------- |
| 5.                                                                                | "Obsessed" (video)                                                                | 4:04                                                                              |
| 6.                                                                                | "Obsessed" (video) (hợp tác với Gucci Mane)                                       | 4:25                                                                              |

Ghi chú nhạc mẫu
- "Candy Bling" bao gồm đoạn nhạc mẫu "Back in the Day", do Ahmad Lewis, Stefan Gordy và John Klemmer sáng tác.
- "Inseparable" có chứa giai điệu của "Time After Time", do Robert Hyman và Cyndi Lauper sáng tác.
- "It's a Wrap" sử dụng lại giai điệu "I Belong to You" của The Love Unlimited Orchestra, do Barry White sáng tác.
- "More Than Just Friends" bao gồm đoạn nhạc mẫu "One More Chance" / "Stay with Me (Remix)", do Sean Combs, Chris Wallace, Rashad Smith, Mark DeBarge và Etterlene Jordan sáng tác.
- "The Impossible" và "The Impossible (The Reprise)" có chứa giai điệu của "Forever My Lady" do Albert Brown và Donald DeGrate sáng tác.

## Xếp hạng
| Bảng xếp hạng (2009–2010)                | Vị trí cao nhất |
| ---------------------------------------- | --------------- |
| Album Úc (ARIA)                          | 6               |
| Album Áo (Ö3 Austria)                    | 39              |
| Album Bỉ (Ultratop Vlaanderen)           | 44              |
| Album Bỉ (Ultratop Wallonie)             | 24              |
| Album Canada (Billboard)                 | 5               |
| Album Croatia (HDU)                      | 40              |
| Album Cộng hòa Séc (ČNS IFPI)            | 27              |
| Album Đan Mạch (Hitlisten)               | 5               |
| Album Hà Lan (Album Top 100)             | 26              |
| Album Châu Âu (Top 100)                  | 21              |
| Album Pháp (SNEP)                        | 10              |
| Album Đức (Offizielle Top 100)           | 27              |
| Album Hungaria (MAHASZ)                  | 32              |
| Album Ireland (IRMA)                     | 80              |
| Album Ý (FIMI)                           | 17              |
| Album Nhật Bản (Oricon)                  | 9               |
| Album Mexico (AMPROFON)                  | 49              |
| Album New Zealand (RMNZ)                 | 25              |
| Album Scotland (OCC)                     | 44              |
| Album Hàn Quốc Quốc tế (Circle)          | 79              |
| Album Tây Ban Nha (PROMUSICAE)           | 23              |
| Album Thụy Điển (Sverigetopplistan)      | 44              |
| Album Thụy Sĩ (Schweizer Hitparade)      | 18              |
| Album Anh Quốc (OCC)                     | 23              |
| Album Anh Quốc R&B (OCC)                 | 8               |
| Album Hoa Kỳ Billboard 200               | 3               |
| Album Hoa Kỳ Top R&B/Hip-Hop (Billboard) | 1               |

| Bảng xếp hạng (2009)                      | Vị trí |
| ----------------------------------------- | ------ |
| Hoa Kỳ Billboard 200                      | 101    |
| Hoa Kỳ Top R&B/Hip-Hop Albums (Billboard) | 44     |
| Bảng xếp hạng (2010)                      | Vị trí |
| Hoa Kỳ Top R&B/Hip-Hop Albums (Billboard) | 40     |

## Chứng nhận
| Quốc gia                                                                                             | Chứng nhận | Số đơn vị/doanh số chứng nhận |
| --- | ---------- | ----------------------------- |
| Brasil (Pro-Música Brasil)                                                                           | Vàng       | 30.000*                       |
| Singapore (RIAS)                                                                                     | Vàng       | 5.000*                        |
| Anh Quốc (BPI)                                                                                       | Bạc        | 80,308                        |
| Hoa Kỳ (RIAA)                                                                                        | Bạch kim   | 1.000.000‡                    |
| Tổng hợp                                                                                             |            |                               |
| Toàn cầu                                                                                             | —          | 2,000,000                     |
| * Chứng nhận dựa theo doanh số tiêu thụ. ‡ Chứng nhận dựa theo doanh số tiêu thụ và phát trực tuyến. |            |                               |